# Всемирный день социальной справедливости
Всеми́рный день социа́льной справедли́вости (на других официальных языках ООН: англ. World Day of Social Justice, араб. اليوم العالمي للعدالة الاجتماعية, ‎исп. Día Mundial de la Justicia Social, кит. 世界社会公正日, фр. Journée mondiale de la justice sociale
) был провозглашён Генеральной Ассамблеей ООН в специальной резолюции № A/RES/62/10 от 18 декабря 2007 года. Отмечается 20 февраля ежегодно начиная с 2009 года.

## История
В резолюции признана необходимость дальнейшего наращивания усилий международного сообщества в области искоренения нищеты, обеспечения полной занятости, достойной работы, равноправия мужчин и женщин, социального благосостояния и социальной справедливости для всех.
Впервые учредить Всемирный день социальной справедливости предложил президент Киргизии Курманбек Бакиев. В дальнейшем с этим предложением министр иностранных дел Киргизии Эднан Карабаев выступил в общей дискуссии на 62-й сессии Генеральной Ассамблеи.

## Темы дня по годам
- 2023 год — «Преодоление барьеров и раскрытие возможностей для социальной справедливости»
- 2022 год — «Достижение социальной справедливости через официальную занятость»
- 2021 год — «Призыв к социальной справедливости в цифровой экономике»
- 2020 год — «Устранение неравенства для достижения социальной справедливости»
- 2019 год — «Если вы хотите мира и развития, работайте во имя социальной справедливости»
- 2018 год — «Работники в поиске социальной справедливости»
- 2017 год — «Достойная работа способствует предотвращению конфликтов и поддержанию мира»
- 2016 год — «Справедливые преобразования — экологически устойчивые экономика и общество»
- 2015 год — «Прекращение торговли людьми и принудительного труда»
- 2014 год — н/д
- 2013 год — н/д
- 2012 год — н/д
- 2011 год — «Достижение социальной защиты для всех»
- 2010 год — н/д
- 2009 год — н/д
- 2008 год — н/д